# Белорусско-ватиканские отношения
Ватикано-белорусские отношения — двухсторонние дипломатические отношения между Республикой Беларусь и Государством Ватикан. Связи между государствами были установлены 11 ноября 1992 года.

## История отношений
- 11 ноября 1992 года: Установление официальных отношений между Белоруссией и Ватиканом.
- 2009 год: Президент Белоруссии Александр Лукашенко в ходе своего визита в Италию встретился с Папой Римским Бенедиктом и итальянским премьером Сильвио Берлускони[1].
- 2015 год: Папа Римский Франциск направил письмо А. Лукашенко, с просьбой освободить всех политических заключённых[1].
- 11 октября 2018 года: по случаю заседание Синода, председатель Конференции католических епископов Беларуси митрополит Тадеуш Кондрусевич провёл беседу с Папой Франциском[2].
- 7—10 января 2019 года: Посол Белоруссии в Великобритании и при Святом Престоле по совместительству Сергей Алейник посетил Ватикан, где обсудил с Папой Римским Франциском и государственным секретарём кардиналом Пьетро Паролином актуальные вопросы дальнейшего развития сотрудничества, взаимодействия в международных организациях. Стороны также обменялись мнениями о ситуации в регионе[3].

## Список нунций в Белоруссии
- Габриэль Монтальво Игера (17 апреля 1993—1994);
- Агостино Маркетто (18 мая 1994—1996);
- Доминик Грушовский (15 апреля 1996 — 28 июля 2001);
- Иван Юркович (28 июля 2001 — 22 апреля 2004);
- Мартин Видович (15 сентября 2004 — 15 июля 2011);
- Клаудио Гуджеротти (15 июля 2011 года — 13 ноября 2015);
- Габор Пинтер (13 мая 2016 — 12 ноября 2019);
- Анте Йозич (21 мая 2020 — 28 июня 2024).